# Stella Egitto
Stella Egitto (Messina, 6 ottobre 1987) è un'attrice italiana.

## Biografia
Dopo aver frequentato l'Accademia nazionale d'arte drammatica "Silvio D'Amico", inizia a lavorare in teatro recitando in opere classiche e moderne, in piece di registi come Ruggero Cappuccio e Armando Pugliese. Al cinema, recita nella seconda opera di Pif, In guerra per amore, ed è la protagonista di Nel bagno delle donne di Marco Castaldi.
Per quanto riguarda la televisione ha esordito in Decameron di Daniele Luttazzi; ha poi recitato in Squadra Antimafia 3, passando per Questo nostro amore e I ragazzi di Pippo Fava, da Gli anni spezzati di Graziano Diana a Romanzo siciliano, diretta da Lucio Pellegrini, fino al Il commissario Montalbano, accanto a Luca Zingaretti e diretta da Alberto Sironi.
Ha poi lavorato nella serie prodotta da Lux Vide Buongiorno, mamma! per Mediaset, con la regia di Giulio Manfredonia e Matteo Mandelli per la prima stagione e di Alexis Sweet e Laura Chiossone per la seconda 
È stata scelta come volto in alcune campagne promozionali: Haagen-Dazs America, Nescafé, Pomellato, Grandi Stazioni, Sanpellegrino, Averna, Yamamay, Mercedes, Lexus, Peroni.
Nel 2017 è la protagonista del film Malarazza, diretto da Giovanni Virgilio.

## Vita privata
È legata sentimentalmente all'hair stylist Jerry D'Avino, con cui nel dicembre 2023 ha avuto una figlia di nome India

## Filmografia

### Cinema
- Sulla strada di casa, regia di Emiliano Corapi (2011)
- Ti stimo fratello, regia di Giovanni Vernia e Paolo Uzzi (2012)
- Diario dell'inquietudine, regia di Aurelio Grimaldi (2015)
- In guerra per amore, regia di Pif (2016)
- Tu mi nascondi qualcosa, regia di Giuseppe Loconsole (2017)
- Malarazza, regia di Giovanni Virgilio (2017)
- Detective per caso, regia di Giorgio Romano (2018)
- Nel bagno delle donne, regia di Marco Castaldi (2020)
- Codice Karim, regia di Federico Alotto (2021)
- I racconti della domenica, regia di Giovanni Virgilio (2022)

### Televisione
- Decameron di Daniele Luttazzi, regia di Franza Di Rosa – programma TV (2007)
- Distretto di Polizia – serie TV, episodio 9x23 (2009)
- Mia madre, regia di Ricky Tognazzi – miniserie TV (2010)
- Baciati dall'amore, regia di Claudio Norza – miniserie TV (2011)
- Squadra antimafia - Palermo oggi – serie TV, 3 episodi (2011)
- Questo nostro amore – serie TV, 8 episodi (2012-2014)
- Casa e bottega, regia di Luca Ribuoli – miniserie TV (2013)
- I ragazzi di Pippo Fava, regia di Franza Di Rosa – docufilm (2013)
- Gli anni spezzati, regia di Graziano Diana – miniserie TV, episodio Il commissario (2014)
- Romanzo siciliano, regia di Lucio Pellegrini – miniserie TV, 6 episodi (2016)
- Io sono Libero, regia di Francesco Miccichè – docufilm (2016)
- Forse sono io 2: la vendetta delle ex, regia di Vincenzo Alfieri – miniserie web (2016)
- Il commissario Montalbano – serie TV, episodio 12x32 (2018)
- Non uccidere – serie TV, episodio 2x15 (2018)
- Teddy, regia di Mauro Mancini – miniserie TV (2019)
- Buongiorno, mamma! – serie TV (2021-2023)
- Mio fratello, mia sorella, regia di Roberto Capucci – film TV (2021)

### Cortometraggi
- Echoes, regia di Andrea La Mendola (2010)
- Caseina, regia di Luca Arseni (2015)
- Madame, regia di Susy Laude (2016)
- Sottovoce, regia di Fabrizio Benvenuto (2017)
- Arianna, regia di David Ambrosini (2017)
- The Legend, regia di Luca Arseni (2017)
- Io e Freddie - Una specie di magia, regia di Francesco Santocono (2019)

## Teatro
- Dios Nusos, testo e regia di Rosy Gangemi e Pippo Luciano (2004)
- Prometeo, regia di Tino Caspanello (2004)
- Tesmoforiazuse, di Aristofane, regia di Rosy Gangemi e Pippo Luciano, (2005)
- I giganti della montagna, di Luigi Pirandello, regia di Gianfranco Quero (2005)
- Aminta, di Torquato Tasso, regia di Mario Ferrero (2007)
- La trilogia di Ircana, di Carlo Goldoni, regia di Lorenzo Salveti (2007)
- After Juliet, di Sharman Macdonald, regia di Massimiliano Farau (2008)
- Ichundich, di Else Lasker-Schüler, regia di Cesare Lievi, Teatro Quirino di Roma (2008)
- La lezione, di Eugène Ionesco, regia di Luca Avagliano (2008)
- The kitchen, di Arnold Wesker, regia di Massimo Chiesa (2008)
- Le ultime sette parole di Caravaggio, testo e regia di Ruggero Cappuccio (2009)
- Sicilian Tragedi, di Ottavio Cappellani, regia di Guglielmo Ferro (2010)
- Piccoli equivoci, testo e regia di Claudio Bigagli (2010)
- Un nemico del popolo, di Henrik Ibsen, regia di Armando Pugliese (2012)
- Il rompiballe, di Francis Veber, regia di Andrea Brambilla (2012)
- Storie d'amore con pena di morte, testo e regia di Marco Costa (2014)
- Re Lear, di William Shakespeare, regia di Giancarlo Marinelli (2016)
- Per Ofelia, testo e regia di Mirko Di Martino (2017)
- Il loto ed il papiro, di Francesco Santocono, Taobuk Festival (2018)
- Follia di Shakespeare, riduzione di Donato Martano e Max Mazzotta, regia di Max Mazzotta (2022)

## Videoclip
- L'ultimo treno della notte, di Tiromancino, regia di Mauro Russo (2016)